# Ясногірка (селище)
Ясногі́рка — селище в Україні, у Краматорській міській громаді Краматорського району Донецької області.

## Географічне розташування
Селище Ясногірка розташоване за 5 км на північний захід від міста Краматорськ, на лівому березі річки Казенний Торець. Через селище пролягає залізниця Слов'янськ — Микитівка — Донецьк, автошляхи Лиман — Добропілля, Краматорськ — Барвінкове — Лозова, Слов'янськ — Олександрівка.

## Історія
Раніше на території Ясногірки були розташовані села Арцибисове та Миколаївка, які у жовтні 1921 року їх було об'єднано в селище Ясногірка. «Освітлене промінням сонця, воно здається ясною плямою на гірці. Звідси таку красиву назву одержало наше селище», — пишуть краєзнавці.
На початку війни на Сході України Ясногірка декілька місяців перебувала під контролем терористичної організації «ДНР». В ніч на 8 вересня 2014 року на блокпосту поблизу селища Ясногірка, під час нападу ДРГ, загинув солдат 5-ї бригади НГУ Юрій Андрієнко.
26 січня 2024 року в Україні набув чинності Закон № 3285-IX, який передбачає дерадянізацію адміністративно-територіального устрою України, то ж селище міського типу Ясногірка набуло статусу селища.

## Населення

### Мова
Розподіл населення за рідною мовою за даними перепису 2001 року:
| Мова            | Кількість | Відсоток |
| --------------- | --------- | -------- |
| українська      | 5283      | 61.36%   |
| російська       | 3276      | 38.05%   |
| вірменська      | 36        | 0.42%    |
| білоруська      | 6         | 0.07%    |
| німецька        | 2         | 0.02%    |
| інші/не вказали | 7         | 0.08%    |
| Усього          | 8610      | 100%     |

## Економіка
Населення селища працює головним чином на підприємствах Краматорська. На території селища розташовані зупинний пункт Ясногірка, станція Шпичкине, Краматорський завод металоконструкцій КЗМК, УПТК тресту «Донмашбуд», олійниця, завод з виготовлення пінобетону, крейдяний кар'єр, станція діагностики автомобілів (СДА), СТО легкових та вантажних автомобілів.
16 жовтня 2018 року на території селища почалось будівництво Краматорської вітрової електростанції.

## Транспорт
Селище зв'язане з містом Краматорськ автобусними маршрутами:
- № 4 (вул. Комерційна — Маслоцех)
- № 5А (с-ще Ясногірка — с. Веселе);
- № 14 (бул. Краматорський — Маслоцех);
- № 14А (бул. Краматорський — с-ще Ясногірка);
- № 22 (мікрорайон «Лазурний» — Універсам).

Для перевезення пасажирів приміським залізничним транспортом діють станція Шпичкине, зупинні пункти Ясногірка, Герасимівка і Заводський.

## Населення
За даними перепису 2001 року населення селища становило 8610 осіб, із них 61,36 % зазначили рідною мову українську, 38,05 % — російську, 0,42 % — вірменську, 0,07 % — білоруську, 0,02 % — німецьку.

## Освіта, охорона здоров'я та культура
На території селища знаходяться дві загальноосвітні школи, дитячий садочок, селищна поліклініка — амбулаторія, кінотеатр-клуб «Зоря».

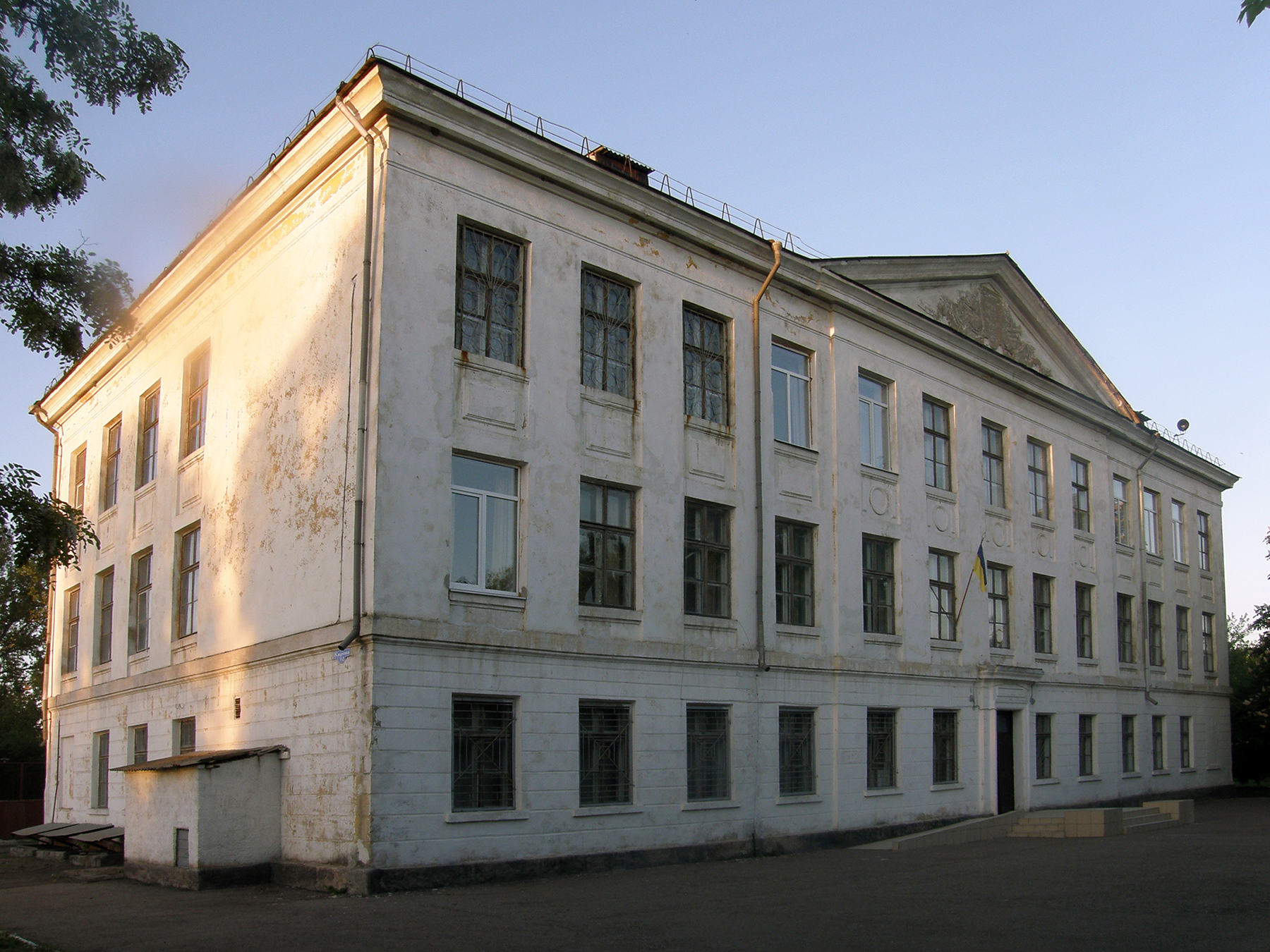
Школа № 21, 1955 р., типовий проєкт № 520
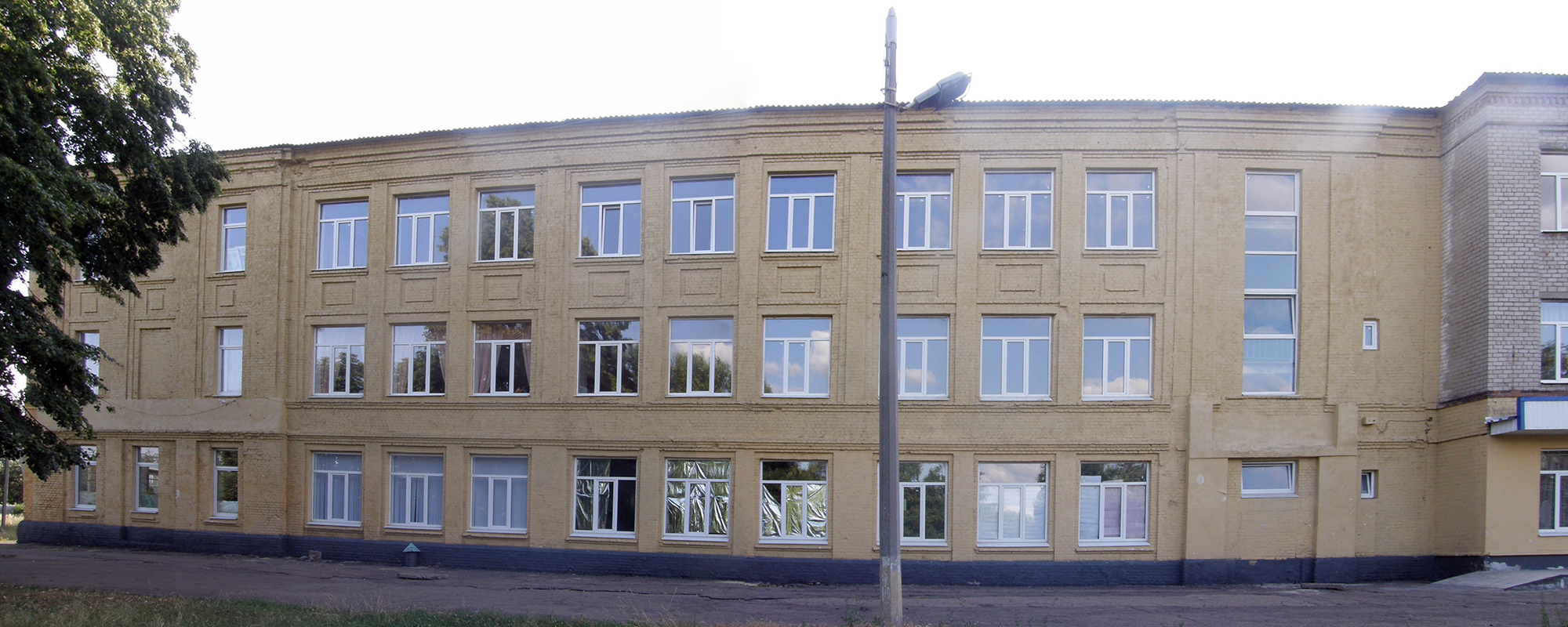
Школа № 30, 1937, типовий проєкт № 111
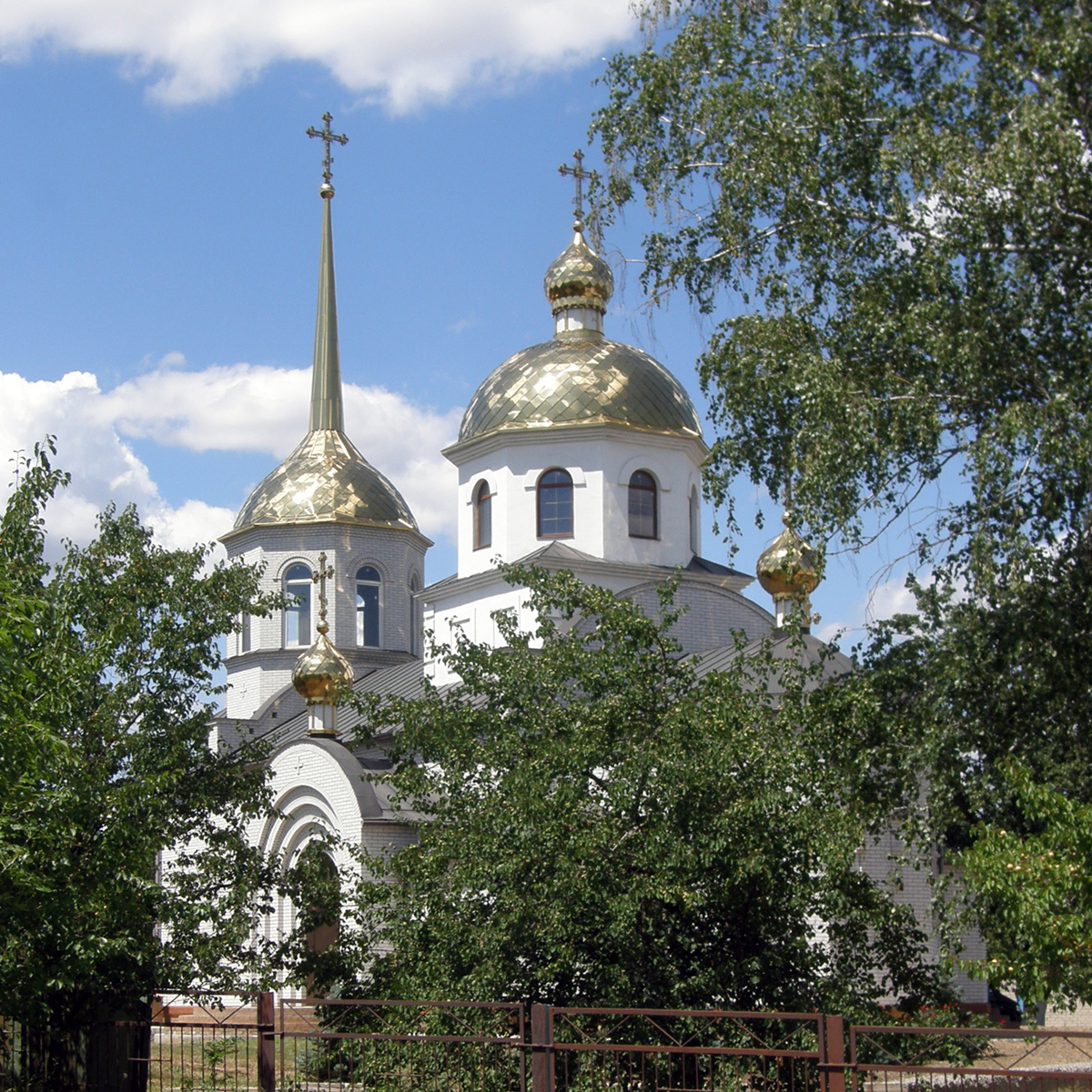
Георгіївська церква

## Постаті
- Легеза Віктор Петрович (нар. 1955) — математик, фахівець у галузях механіки та віброзахисту крупногабаритних об'єктів і систем